# Gaitana
Gaita-Lurdes Klaverivna Essami (ucraineană Гайта-Лурдес Клаверівна Ессамі; n. 29 septembrie 1979, Kiev, URSS), cunoscută profesional ca Gaitana, este o cântăreață și compozitoare ucraineană. Stilul de muzică pop al lui Essami a fost descris ca incluzând elemente de jazz, funk, soul și folk. Ea a reprezentat Ucraina la Concursul Muzical Eurovision 2012 din Baku, interpretând piesa „Be My Guest” și plasându-se pe locul 15 în finală.
Gaitana este al treilea concurent de origine africană la Eurovision născut în fosta URSS, după cântărețul și chitaristul lituanian Viktoras „Victor” Diawara din formația LT United și cântăreața estoniană Daana Ots din trupa Suntribe.

## Viață timpurie
Essami s-a născut la Kiev, în familia ucrainencei Tatiana Petrova și congolezului Klaver Essami. Când era mică, familia s-a mutat în orașul natal al tatălui, Brazzaville. Ei au trăit în Republica Congo timp de cinci ani, după care Essami și mama ei s-au întors în Ucraina în 1985. Întrucât a petrecut cea mai mare parte a copilăriei timpurii în Republica Congo, la întoarcerea în Ucraina Essami putea vorbi doar în franceză și în lingala⁠(d), deși mai târziu a devenit fluentă și în ucraineană și rusă. Tatăl înstrăinat al lui Essami a rămas în Brazzaville, unde deținea o afacere în transporturi.
La Kiev, Essami a frecventat o școală de muzică, unde a învățat să cânte la saxofon. Mai târziu a studiat economia. A jucat tenis de masă. În 1991, a concurat la concursul de muzică pentru copii „Fantasy Lotto Nadiya”, unde s-a clasat pe locul al treilea. Ulterior, Essami a început să cânte într-un ansamblu de muzică pentru copii condus de Volodîmîr Bîstreakov. În Uniunea Sovietică muzica R&B nu era larg răspândită, de aceea adolescenta Essami s-a familiarizat cu melodiile străine în cluburi underground.

## Carieră muzicală
Essami și-a început cariera muzicală profesională în 2003, odată cu lansarea lansând albumului de studio de debut „O tebe”. A mai lansat încă șapte albume în cariera sa: „Slidom za toboiu” (2005), „Kapli dojdea” (2007), „Kukabarra” (2008), „Tainîe jelania” (2008), „Tolko segodnea” (2010), „Viva, Europe!” (2012) și „Voodooman” (2014). Cântecele ei sunt înregistrate în rusă, ucraineană și engleză.
După învestirea⁠(d) lui Barack Obama în funcția de președinte al Statelor Unite în 2009, Essami a evoluat la o serată organizată în onoarea acestuia la Kiev.
În ianuarie 2012, Essami a câștigat Evrobacennea 2012, selecția națională a Ucrainei pentru Concursul Muzical Eurovision 2012, cu piesa „Be My Guest”. După victoria sa, Essami a fost ținta a multiple comentarii rasiste ale membrilor extremei drepte din Ucraina. Iuri Sîrotiuk, un membru de rang înalt al partidului politic naționalist „Svoboda”, a declarat că reprezentarea Ucrainei prin Essami ar îngreuna aderarea Ucrainei la Uniunea Europeană, întrucât Ucraina ar risca să fie văzută „ca fiind de pe un alt continent”. Essami a reproșat declarând că Ucraina este patria sa și că ucrainenii de culoare nu ar trebui să audă îndemnuri de a părăsi țara.
În cele din urmă, Essami a evoluat la Baku, devenind primul afro-ucrainean⁠(d) care a reprezentat Ucraina la Eurovision. Ea a concurat în cea de-a doua semifinală la 24 mai 2012, unde s-a clasat pe locul opt și s-a calificat în finală. La 26 mai, s-a clasat pe locul 15 în finală, obținând un total de 65 de puncte.

## Discografie

### Albume
- 2003: „O tebe” (Gaitana and Unity; rusă «О тебе» – „Despre tine”)
- 2005: „Slidom za toboiu” (ucr. «Слідом за тобою» – „Urmându-ți pașii”)
- 2007: „Kapli dojdea” (rusă «Капли дождя» – „Picături de ploaie”)
- 2008: „Kukabarra” (Kукaбaррa)
- 2008: „Tainîe jelania” (rusă «Тайные желания» – „Dorințe ascunse”)
- 2010: „Tolko segodnea” (rusă «Только сегодня» – „Numai azi”)
- 2012: „Viva, Europe!”
- 2014: „Voodooman”

### Discuri single
- 2006: „Dva vikna” (ucr. «Двa вікна» – „Două ferestre”)
- 2007: „Șalenii” (ucr. «Шaленій» – „Ne distrăm”)
- 2009: „Neșciodavno” (Gaitana and Stas Konkin; ucr. «Нещодавно» – „Nu demult”)
- 2012: „Be My Guest”
- 2013: „Aliens”
- 2014: „Galaxy”
- 2020: „A Paper Plane” (By Aryan King)[13][14]

## Premii
- Showbiz award:
  - Cel mai bun star european (premiu special)
- Ukrainian Music Awards:[15][sursă primară]
  - 2008 – Cea mai bună cântăreață
  - 2008 – Cel mai bun album